# Salvador Salvador
Salvador Martinho Rocha Nogueira Salvador (* 29. Juli 2001 in Samora Correia) ist ein portugiesischer Beachhandball- und Hallenhandballspieler.

## Karriere

### Verein
Salvador Salvador begann mit zehn Jahren in seiner Heimatstadt bei NA Samora Correia mit dem Hallenhandball. 2014 wechselte er in die Jugendabteilung von Sporting Lissabon.  2017 und 2018 wurde er mit dem Hauptstadtklub portugiesischer Jugendmeister. In der Saison 2018/19 gab der 1,97 m große linke Rückraumspieler sein Debüt in der ersten portugiesischen Liga, der Andebol 1. Für die Saison 2019/20 wurde Salvador an den Ligarivalen Boa-Hora FC ausgeliehen, für den der Rechtshänder 150 Tore in 27 Spielen erzielte. Anschließend kehrte er zu Sporting zurück und gewann 2022, 2023, 2024 und 2025 den portugiesischen Pokal, 2023 und 2024 den portugiesischen Supercup sowie 2024 und 2025 die Meisterschaft.

### Nationalmannschaft
In der portugiesischen A-Nationalmannschaft debütierte Salvador Salvador am 4. November 2020 gegen Israel. Bei der Weltmeisterschaft 2025 warf er 22 Tore in neun Spielen und erreichte mit dem vierten Platz die beste Platzierung der portugiesischen Mannschaft bei einer WM. Bisher bestritt er 41 Länderspiele, in denen er 82 Tore erzielte. Er stand im Aufgebot für die Europameisterschaft 2022.

### Beachhandball

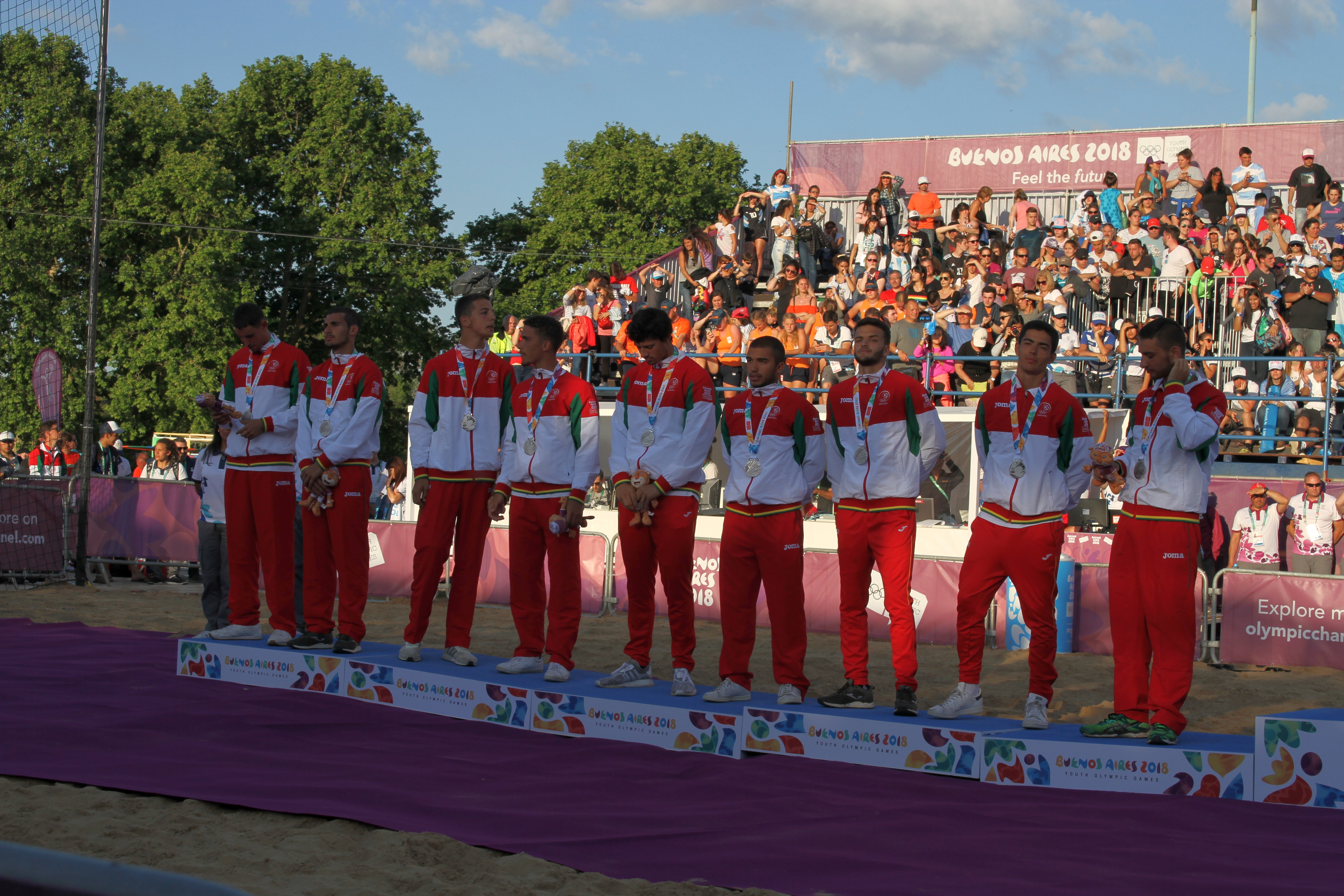
Salvador Salvador (5. v.l.) bei der Siegerehrung der Olympischen Jugend-Sommerspiele 2018

Bei den Olympischen Jugend-Sommerspielen 2018 gewann Salvador mit dem portugiesischen Team die Silbermedaille.